# エドアルド・ボーヴェ
エドアルド・ボーヴェ（Edoardo Bove, 2002年5月16日 - ）は、イタリア・ラツィオ州ローマ県ローマ出身のサッカー選手。セリエA・ACFフィオレンティーナ所属。イタリア代表。ポジションはMF。

## クラブ経歴
地元ローマのユースチームを経て、2012年にASローマのプリマヴェーラに入所。2020年にトップチーム昇格が決まり、11月20日に4年間のプロ契約を締結。2021年5月9日のFCクロトーネ戦でプロデビュー。2021-22シーズンより正式にトップチームに定着し、12月31日に2025年までの契約延長に合意。
2024年8月30日、ACFフィオレンティーナにレンタル移籍した。一定の条件を満たすと買取義務が生じる契約となっている。

## 代表経歴
2018年から、各ユース世代のイタリア代表に随時招集されている。

## タイトル
ASローマ
- UEFAヨーロッパカンファレンスリーグ : 2021-22